# بخش توبال
بخش توبال (به انگلیسی: Thoubal district) یک منطقهٔ مسکونی در هند است که در مانیپور واقع شده‌است. بخش توبال ۵۱۴ کیلومتر مربع مساحت و ۴۲۲٬۱۶۸ نفر جمعیت دارد.